# مجزرة عائلة الدحدوح (25 أكتوبر 2023)
مجزرة عائلة الدحدوح (25 أكتوبر 2023) هي مجزرةٌ ارتكبها سلاح الجوّ الإسرائيلي حينما أغارَ على منزل عائلة الدحدوح في جنوب وادي غزة وذلك مع ساعات المساء الأولى ليوم الأربعاء الموافق 25 أكتوبر 2023. أسفرت هذه المجزرة الإسرائيليّة والتي استهدفت منزل يضم عدداً من المدنيين عن استشهاد أكثر من 13 شهيداً من عائلة الدحدوح.

## خلفية الحدث
في ساعاتِ الصباح الأولى من يوم السابع من أكتوبر 2023 أطلقت حركة المقاومة الإسلامية حماس عبر ذراعها العسكري كتائب الشهيد عز الدين القسام عملية طوفان الأقصى وذلك ردًا على الاعتداءات الإسرائيلية وتدنيس الأقصى والاستمرار في الاستيطان كما أكّد على ذلك محمد الضيف القائد العام للقسّام والذي أعطى إشارة انطلاق العمليّة التي شهدت اقتحامًا من المقاومين لمستوطنات غلاف غزة ونجحوا في قتلِ عدد كبيرٍ من الجنود الإسرائيلين، وأسر عشرات آخرين كما استطاعوا خلال ساعات قطع عشرات الكيلومترات ووصلوا لمستوطنات أبعد من تلك المحيطة والقريبة من قطاع غزة.
استمرَّت الاشتباكات بين الجيش الإسرائيلي وبين المقاومين في عديد من المستوطنات وعلى رأسها مستوطنة سديروت. الرد الإسرائيلي على هذه العمليّة جاء من خلال شنّ سلاح الجو الإسرائيلي عشرات الغارات العشوائيّة على القطاع متسبّبة في مقتل عشرات المدنيين وتدمير البنية التحتية لمدن القطاع، ليصل حد فرض إغلاق شامل وقطع متعمد لكل الخدمات من ماء وكهرباء وغاز، وهو ما هدَّد حياة أكثر من مليونَي فلسطيني يعيشُ داخل القطاع الذي يُعاني أصلًا من تبعات الحصار الخانق عليهم منذ ستة عشر عاماً.

## المجزرة
في مساء اليوم التاسع عشر من العدوان الإسرائيلي على قطاع غزة، وبالتزامن مع القصف الإسرائيلي المتواصل على كافة مناطق القطاع أغارت طائرات الاحتلال الإسرائيلي على عدداً من المنازل على رؤوس ساكنيها في محيط منطقة جنوب وادي غزة، تحديدًا في مخيم النصيرات الواقع وسط قطاع غزة. تمكنت سيارات الإسعاف والدفاع المدني من انتشال جثامين 12 مواطناً من عائلة الدحدوح، وهم عائلة مراسل قناة الجزيرة ومدير مكتبها في قطاع غزة وائل الدحدوح، وتلقى الخبر أثناء عمله وبعد تغطيته المباشرة لتطورات الحرب. معظم الضحايا أطفال ونساء إضافة إلى عشرات الجرحى.

### مقتل حمزة
قتل الصحفي حمزة الدحدوح نجل وائل الدحدوح في قطاع غزة، في قصف إسرائيلي على مواقعهم في قطاع غزة يوم الأحد الموافق 7 يناير سنة 2024، بعد أسابيع من مقتل عدد من أفراد عائلته، بمن فيهم زوجته وابنه وابنته.

## الضحايا
أما أسماء الضحايا فهم:
1. محمود وائل حمدان الدحدوح
2. شام وائل حمدان الدحدوح
3. میار محمد أمين الدحدوح
4. ملك محمد أمين الدحدوح
5. میس محمد أمين الدحدوح
6. مجد محمد أمين الدحدوح
7. هدير جابر شعبان الدحدوح
8. أيمن جابر شعبان الدحدوح
9. آمنة شعبان إبراهيم الدحدوح
10. نداء شعبان إبراهيم الدحدوح
11. آمنة شعبان جابر الدحدوح
12. آدم مجدي جابر الدحدوح
13. حمزة وائل حمدان الدحدوح[8](7 يناير سنة 2024)